# Pleurothecium obovoideum
Pleurothecium obovoideum är en svampart som först beskrevs av Matsush., och fick sitt nu gällande namn av Arzanlou & Crous 2007. Pleurothecium obovoideum ingår i släktet Pleurothecium, ordningen Sordariales, klassen Sordariomycetes, divisionen sporsäcksvampar och riket svampar.   Inga underarter finns listade i Catalogue of Life.